# 栃木県道149号小来川文挟石那田線

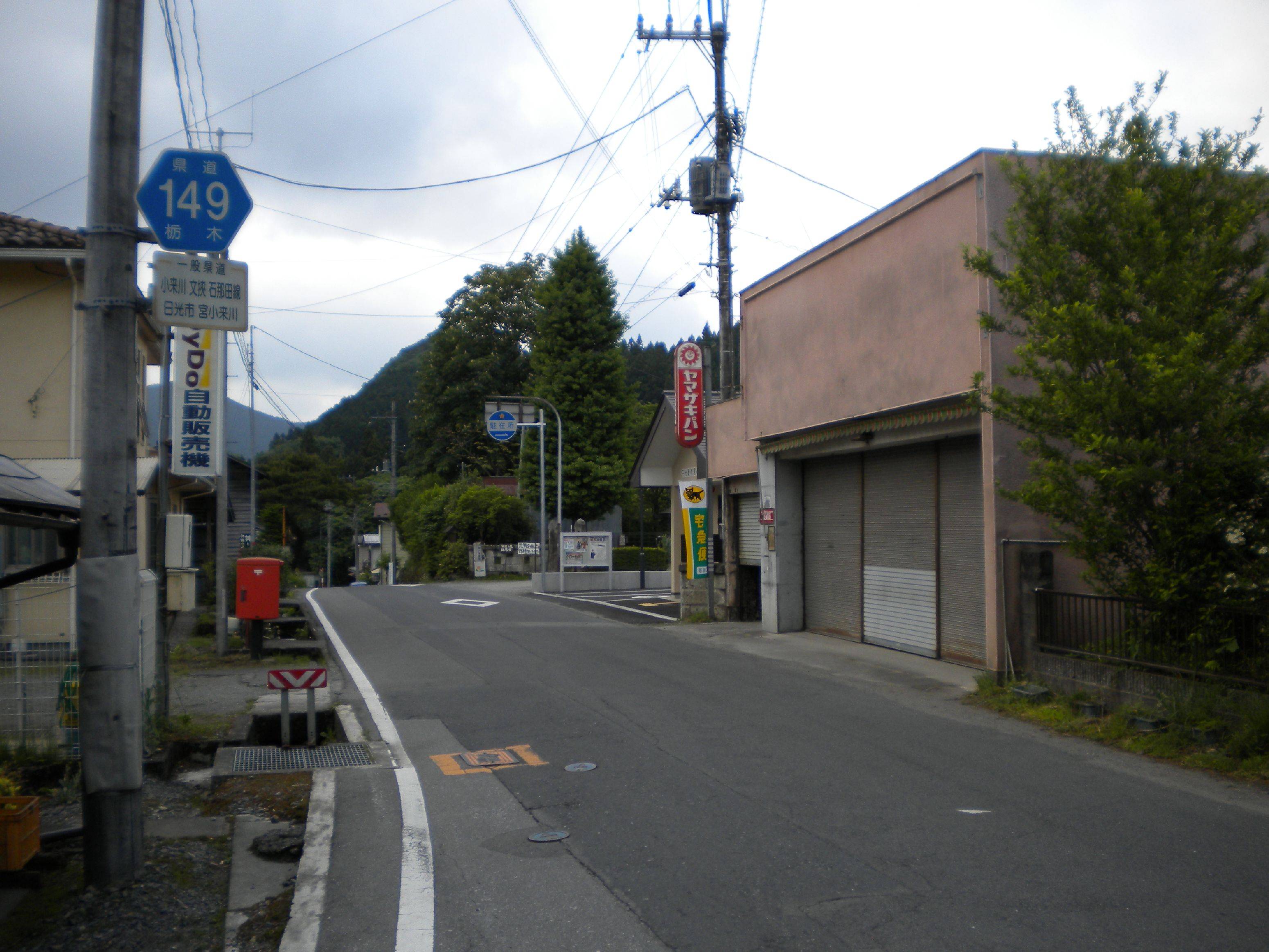
日光市宮小来川（起点）付近

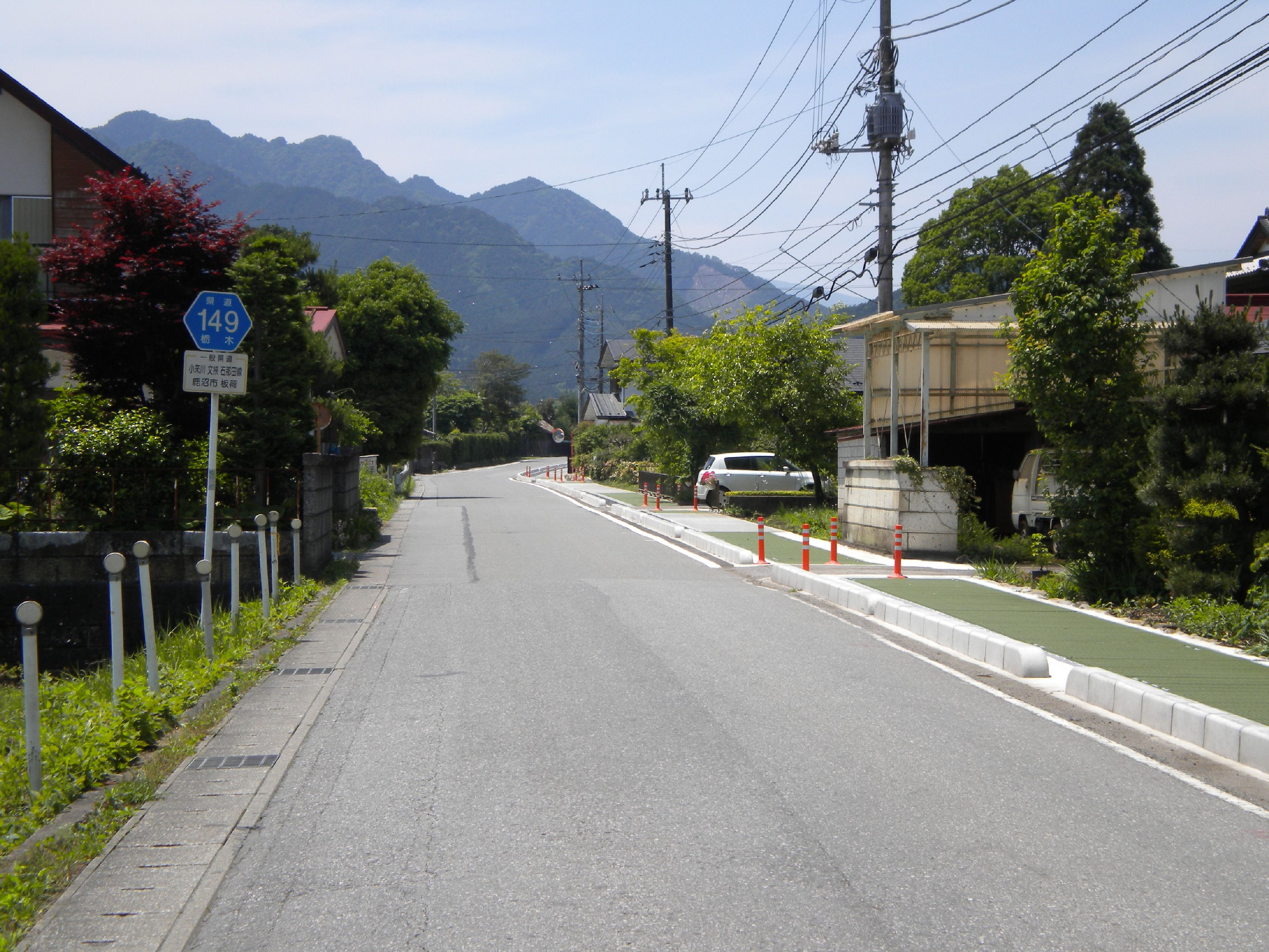
鹿沼市板荷付近

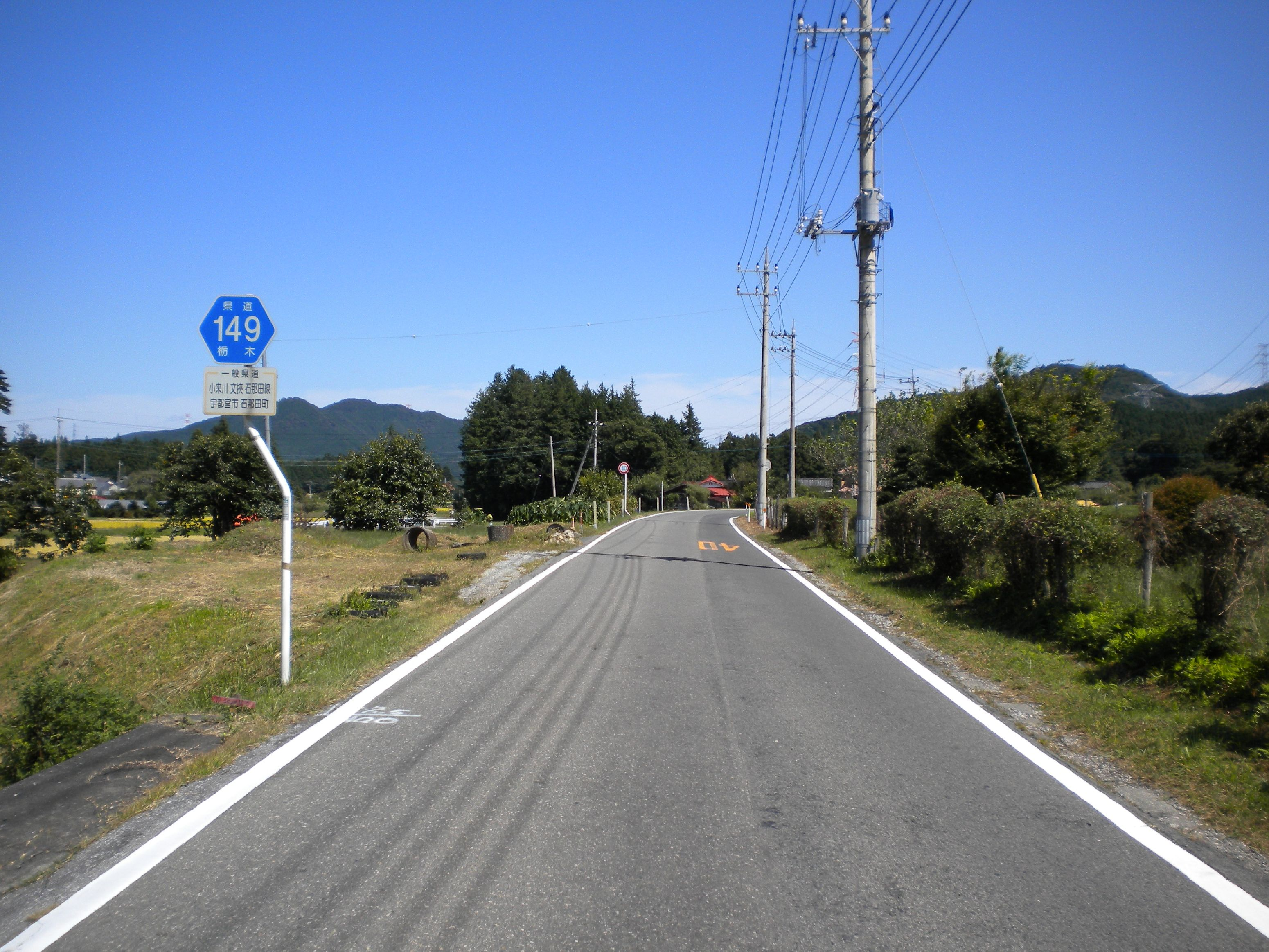
宇都宮市石那田町付近

栃木県道149号小来川文挟石那田線（とちぎけんどう149ごう おころがわふばさみいしなだせん）は、栃木県日光市と宇都宮市を結ぶ一般県道である。

## 概要
日光市南部の小来川地区（旧小来川村）から東へ向かい鹿沼市板荷地区（旧板荷村）を抜け、再び日光市に入り落合地区（旧落合村）・大沢地区（旧大沢村）を経由し宇都宮市篠井地区（旧篠井村）で日光街道に合流する。板荷以西では県道板荷玉田線と合わせて鹿沼市街地と小来川地区を結ぶルートとして機能しており、鹿沼市民バス（リーバス）小来川森崎線が運行されている。

### 路線データ
- 総延長：22.884km
- 実延長：20.287km
- 起点：栃木県日光市中小来川（栃木県道14号鹿沼日光線、栃木県道277号小来川清滝線交点）
- 終点：栃木県宇都宮市石那田町（猪倉街道入口交差点＝国道119号交点）
- 認定：1961年（昭和36年）4月1日

## 地理

### 通過する自治体
- 栃木県
  - 日光市 - 鹿沼市 - 日光市 - 宇都宮市

### 交差する道路
- 栃木県道164号板荷玉田線（鹿沼市板荷）
- 栃木県道70号宇都宮今市線（日光市小代から岩崎：重複区間）
- 国道121号、国道352号（日光市文挟町）
- 栃木県道22号大沢宇都宮線（日光市猪倉：重複区間）
- E81 日光宇都宮道路 篠井IC（宇都宮市石那田町）